# Nephodia fumilinea
Nephodia fumilinea là một loài bướm đêm trong họ Geometridae.